# 沈方勇
沈方勇（1962年3月—），湖北天门人，汉族，中国共产党党员。中华人民共和国政治人物、第十三届全国人民代表大会湖北省代表。

## 生平
2018年，沈方勇被选为湖北省出席第十三届全国人民代表大会代表。